# Wort (Lied)
Wort ist eine Sinfonische Dichtung von Udo Jürgens mit den Berliner Philharmonikern. Jürgens komponierte das rund 8-minütige Werk mit einem Text von Oliver Spiecker unter der Produktion von Joachim Heider. Der Titel erschien 1980 auf dem Album Udo 80.

## Inhalt
Die Komposition beschäftigt sich mit der Wirkungskraft und Macht des gesprochenen Wortes, dass Krieg und Frieden verkünden kann. Somit thematisiert der Song auch die verschiedenen Einsatzmöglichkeiten des Wortes.

## Entstehung, Veröffentlichung und Liveaufführungen
Wort schrieb Udo Jürgens zusammen mit seinem Texter Oliver Spiecker und nahm ihn mit den Berliner Philharmonikern unter dem Arrangement von Uli Roever sowie Joachim Hübner und produziert von Joachim Heider auf. Er wurde schließlich 1979 im Zuge des Albums Udo 80 aufgenommen und am 15. September 1980 veröffentlicht.
Am 27. Dezember 1980 spielte Jürgens den Song im TV-Konzert Meine Lieder sind wie Hände.
Außerdem führte er den Titel u. a. bei seiner Open Air Symphony-Tournee 1992 auf.